# Evans Kondogbia
Evans Kondogbia (Nemours, 3 maggio 1989) è un ex calciatore centrafricano, con cittadinanza francese, di ruolo attaccante.

## Biografia
È il fratello maggiore di Geoffrey, anch'egli calciatore che, a differenza di Evans, aveva deciso inizialmente di giocare per la Nazionale francese, ma dal 2018 gioca per la Nazionale centrafricana.

## Carriera

### Club
Cresciuto nelle giovanili del Lorient, nella stagione 2009-2010 è tesserato da una squadra di quarta divisione belga. Resta per diversi anni in questa categoria del calcio belga, vestendo anche la divisa dell'RFC Liegi, fino a quando non si trasferisce al Charleroi, nella massima serie. Nel febbraio 2014 è ceduto in prestito al Racing Mechelen, restando in Belgio ma scendendo in terza categoria. Dopo aver realizzato un gol in undici presenze, a fine anno si accorda con l'Arles Avignon, andando a giocare nella Ligue 2 francese. Il 24 ottobre 2014, a più di 25 anni, esordisce in una partita professionistica giocando l'ultimo quarto d'ora della sfida vinta 1-0 contro il Niort, dopo essere entrato al posto di Jonathan Zebina. Gioca un paio di sfide nella squadra riserve e il 21 luglio 2015, nell'operazione che porta il fratello Geoffrey dal Monaco all'Inter, Evans Kondogbia si trasferisce alla società nerazzurra, e subito viene ceduto in prestito al Renate, giocando in Lega Pro. Scaduto il contratto con il Renate, passa in prestito prima al Jumilia, nella terza serie del calcio spagnolo, poi nell'estate 2016 torna in Italia firmando per il Foligno, in Serie D: a causa di alcune divergenze con la società, decide di chiedere la rescissione del contratto, lasciando la squadra e decidendo successivamente di ritirarsi.

### Nazionale
Il 4 settembre 2010 debutta giocando una partita ufficiale contro il Marocco (0-0), valida per le qualificazioni della Coppa d'Africa 2012.

## Statistiche

### Cronologia presenze e reti in Nazionale
| Cronologia completa delle presenze e delle reti in nazionale ― Rep. Centrafricana | Cronologia completa delle presenze e delle reti in nazionale ― Rep. Centrafricana | Cronologia completa delle presenze e delle reti in nazionale ― Rep. Centrafricana | Cronologia completa delle presenze e delle reti in nazionale ― Rep. Centrafricana | Cronologia completa delle presenze e delle reti in nazionale ― Rep. Centrafricana | Cronologia completa delle presenze e delle reti in nazionale ― Rep. Centrafricana | Cronologia completa delle presenze e delle reti in nazionale ― Rep. Centrafricana | Cronologia completa delle presenze e delle reti in nazionale ― Rep. Centrafricana |
| Data                                                                              | Città                                                                             | In casa                                                                           | Risultato                                                                         | Ospiti                                                                            | Competizione                                                                      | Reti                                                                              | Note                                                                              |
| --------------------------------------------------------------------------------- | --------------------------------------------------------------------------------- | --------------------------------------------------------------------------------- | --------------------------------------------------------------------------------- | --------------------------------------------------------------------------------- | --------------------------------------------------------------------------------- | --------------------------------------------------------------------------------- | --------------------------------------------------------------------------------- |
| 5-9-2010                                                                          | Rabat                                                                             | Marocco                                                                           | 0 – 0                                                                             | Rep. Centrafricana                                                                | Qual. Coppa d'Africa 2012                                                         | -                                                                                 |                                                                                   |
| 30-6-2012                                                                         | Bangui                                                                            | Rep. Centrafricana                                                                | 1 – 1                                                                             | Egitto                                                                            | Qual. Coppa d'Africa 2013                                                         | -                                                                                 | 81’                                                                               |
| 7-9-2013                                                                          | Brazzaville                                                                       | Rep. Centrafricana                                                                | 1 – 2                                                                             | Etiopia                                                                           | Qual. Mondiali 2014                                                               | -                                                                                 |                                                                                   |
| 18-5-2014                                                                         | Bangui                                                                            | Rep. Centrafricana                                                                | 0 – 0                                                                             | Guinea-Bissau                                                                     | Qual. Coppa d'Africa 2015                                                         | -                                                                                 |                                                                                   |
| 9-10-2014                                                                         | Tangeri                                                                           | Marocco                                                                           | 4 – 0                                                                             | Rep. Centrafricana                                                                | Amichevole                                                                        | -                                                                                 | 76’                                                                               |
| 13-6-2015                                                                         | Cabinda                                                                           | Angola                                                                            | 4 – 0                                                                             | Rep. Centrafricana                                                                | Qual. Coppa d'Africa 2017                                                         | -                                                                                 | 73’                                                                               |
| Totale                                                                            |                                                                                   | Presenze                                                                          | 6                                                                                 |                                                                                   | Reti                                                                              | 0                                                                                 |                                                                                   |